# Andre Turner
Andre Devalle Turner (Memphis, Tennessee, 13 de marzo de 1964), es un exbaloncestista estadounidense y con pasaporte español, que llegó a ser uno de los bases más importantes de la Liga ACB. Desde 2021 es el entrenador del equipo del Lane College, de la División II de la NCAA.

## Carrera
Se trata de un jugador que su carrera se ha desarrollado de manera ininterrumpida en España desde que llegara al Coren Ourense (ACB) allá por el año 1992. Pese a su veteranía, sigue siendo un jugador muy rápido, con un dribbling extraordinario y con un dominio del balón al alcance solo de los más grandes. Muy buen tirador, marca la diferencia con sus penetraciones, buscando la canasta desde 3 o 4 metros o la asistencia al compañero mejor situado. Además es un buen defensor, especialmente atento a los robos y a forzar faltas en ataque.
Con amplia experiencia en la NBA, ha militado en numerosos equipos, un buen número de ellos españoles, por lo que conoce sobradamente la competición española. Desde 1992 únicamente ha jugado en equipos nacionales: Orense, Zaragoza, Joventut de Badalona, Caja San Fernando de Sevilla, Cáceres, Universidad Complutense de Madrid, Forum Valladolid, Polaris Murcia, Melilla, Menorca, La Palma o Zaragoza fueron sus destinos.
En febrero de 1997, conquista la Copa del Rey con el Joventud y es nombrado MVP del torneo.
Elegido por Antoni Daimiel en la liga de comunidades en Colgados del aro

## Palmarés
- Campeón Copa del Rey (1997) 
  - MVP de la Copa del Rey (1997)

## Estadísticas de su carrera en la NBA

### Temporada regular
| Año     | Equipo       | PJ  | PT | MPP  | %TC  | %3P  | %TL   | RPP | APP | ROB | TPP | PPP |
| ------- | ------------ | --- | -- | ---- | ---- | ---- | ----- | --- | --- | --- | --- | --- |
| 1986–87 | Boston       | 3   | 0  | 6.0  | .400 | .000 | .000  | 0.7 | 0.3 | 0.0 | 0.0 | 1.3 |
| 1987–88 | Houston      | 12  | 0  | 8.3  | .353 | .143 | .714  | 0.7 | 1.9 | 0.6 | 0.1 | 2.9 |
| 1988–89 | Milwaukee    | 4   | 0  | 3.3  | .500 | .000 | .000  | 0.8 | 0.0 | 0.5 | 0.0 | 1.5 |
| 1989–90 | Los Angeles  | 3   | 0  | 10.3 | .154 | .000 | .000  | 1.7 | 1.0 | 0.3 | 0.0 | 1.3 |
| 1989–90 | Charlotte    | 8   | 0  | 10.5 | .360 | .000 | 1.000 | 0.4 | 2.5 | 0.9 | 0.0 | 2.8 |
| 1990–91 | Philadelphia | 70  | 1  | 20.1 | .439 | .364 | .736  | 2.2 | 4.4 | 0.9 | 0.0 | 5.9 |
| 1991–92 | Washington   | 70  | 3  | 12.4 | .425 | .063 | .792  | 1.3 | 2.5 | 0.8 | 0.0 | 4.1 |
| Total   | Total        | 170 | 4  | 14.8 | .422 | .237 | .764  | 1.5 | 3.1 | 0.8 | 0.0 | 4.5 |

### Playoffs
| Año     | Equipo       | PJ | PT | MPP  | %TC  | %3P  | %TL  | RPP | APP | ROB | TPP | PPP |
| ------- | ------------ | -- | -- | ---- | ---- | ---- | ---- | --- | --- | --- | --- | --- |
| 1990–91 | Philadelphia | 8  | 0  | 23.6 | .438 | .333 | .813 | 1.6 | 4.4 | 1.4 | 0.0 | 7.3 |
| Total   | Total        | 8  | 0  | 23.6 | .438 | .333 | .813 | 1.6 | 4.4 | 1.4 | 0.0 | 7.3 |